# Подграђе (Нијемци)
Подграђе је насељено место у саставу општине Нијемци, Република Хрватска.

## Историја
Насеље је раније било у саставу некадашње општине Винковци.

## Становништво
На попису становништва 2011. године, Подграђе је имало 371 становника.
| Демографија | Демографија | Демографија |
| Година      | Становника  | Становника  |
| ----------- | ----------- | ----------- |
| 1991.       | 546         |             |
| 2001.       | 486         |             |
| 2011.       |             | 371         |

## Попис 1991.
На попису становништва 1991. године, насељено место Подграђе је имало 546 становника, следећег националног састава:
| Попис 1991.‍ | Попис 1991.‍ | Попис 1991.‍ | Попис 1991.‍ | Попис 1991.‍ |
| ----------- | ----------- | ----------- | ----------- | ----------- |
|             |             |             |             |             |
| Хрвати      | Хрвати      |             | 540         | 98,90%      |
| Украјинци   | Украјинци   |             | 2           | 0,36%       |
| непознато   | непознато   |             | 4           | 0,73%       |
| укупно: 546 |             |             |             |             |